# Городок (Вараський район)
Городо́к — село в Україні, у Вараській громаді Вараського району Рівненської області. Населення становить 176 осіб.

## Географія
Селом протікає річка Веселуха.

## Населення
За переписом населення 2001 року в селі мешкало 177 осіб. 100 % населення вказало своєї рідною мовою українську мову.